# Мунджанский язык
Мунджа́нский язык, также известен как мунджи́, мунджани́, мунджива́р — язык малочисленного народа мунджанцев (ближайший родственник народа йидга). Является одним из памирских языков, и наиболее близок к языку йидга (от 56 до 80 % совпадений), из-за чего эти два языка большинство лингвистов называют «йидга-мунджанским языком». Считается, что язык йидга и мунджанский являются продолжением древнего, ныне мертвого бактрийского языка.
Мунджанский язык распространен на крайнем северо-востоке Афганистана, в вилаяте (провинции) Бадахшан, который находится между территориями Таджикистана и Пакистана. В Таджикистане распространен в кишлаках Тавдем и Тсердж Ишкашимского района. По данным Ethnologue, в 2008 году количество носителей йидга составляло примерно 5300 человек. Письменность на основе арабо-персидской письменности, но со своей спецификой. Мунджанцы предпочитают писать свою арабо-персидскую письменность почерком насталик.
Алфавит:
| آ | أ | ا | ب | پ | ت | ث | ج | چ | ح | خ | څ |
| د | ذ | ر | ز | ژ | س | ش | ښ | ص | ض | ط | ظ |
| ع | غ | ف | ڤ | ق | ک | ݢ | گ | ڱ | ل | م | ن |
| و | ؤ | ه | ۍ | ي | ې | ی |   |   |   |   |   |